# Autostrasse T16
De Autostrasse T16 in Zwitserland, ook wel Thurtalstrasse of Toggenburgstrasse genoemd, is een autoweg in Zwitserland. De weg is verdeeld in diverse trajecten, die met elkaar verbonden worden door de Hauptstrasse 16. Vanuit de autosnelweg A1 bij Wil, loopt de T16 via Bazenheid, Lichtensteig, Wattwil en Ebnat-Kappel naar Nesslau-Krummenau.
Over het grootste gedeelte van het traject loopt de H16 mee met de T16, behalve op het traject tussen Lichtensteig en Ebnat-Kappel, waar de H16 en de T16 apart van elkaar lopen.